# Стюарт, Марта
Марта Хелен Стюарт (англ. Martha Helen Stewart; род. 3 августа 1941 года, Джерси-Сити) — американская бизнесвумен, телеведущая и писательница, получившая известность и состояние благодаря советам по домоводству.

## Биография
Марта Хелен Костыра родилась в небогатой семье польских эмигрантов, у неё было 5 братьев и сестёр. В детстве мать учила Марту кулинарии и шитью, а отец — садоводству. После окончания школы, где она училась на «отлично», Костыра поступила в Барнардский колледж по направлению история искусств. В 20-летнем возрасте она вышла замуж за юриста Эндрю Стюарта и взяла его фамилию. После рождения дочери, Алексис, Марта решила попробовать себя в качестве трейдера на бирже. В 1973 году семья переехала в Уэстпорт (Коннектикут), где супруга посвятила себя домашнему хозяйству. Достигнув больших успехов в декорировании, Марта создала в своём городке фирму, организовывавшую вечеринки, а затем открыла магазин.
В начале 1980-х годов Марта выпустила ряд поваренных книг, ставших бестселлерами. Она выступала на телешоу, например Опры Уинфри и Ларри Кинга. В 1989 году Марта и Эндрю развелись. В 1990 году Стюарт стала главным редактором нового кулинарного журнала Martha Stewart Living, тираж которого в 2002 году достиг двух миллионов экземпляров. В 1993 году на телевидении стала выходить видеоверсия журнала с Мартой в роли ведущей, шоу получило высокие рейтинги и было перенесено на прайм-тайм. В 1997 году Стюарт создала медиахолдинг Martha Stewart Living Omnimedia, контролирующий печатную продукцию, телепередачи, радиостанции и интернет-сайты. Холдинг вышел на Нью-Йоркскую фондовую биржу и номинально сделал Марту миллиардером.

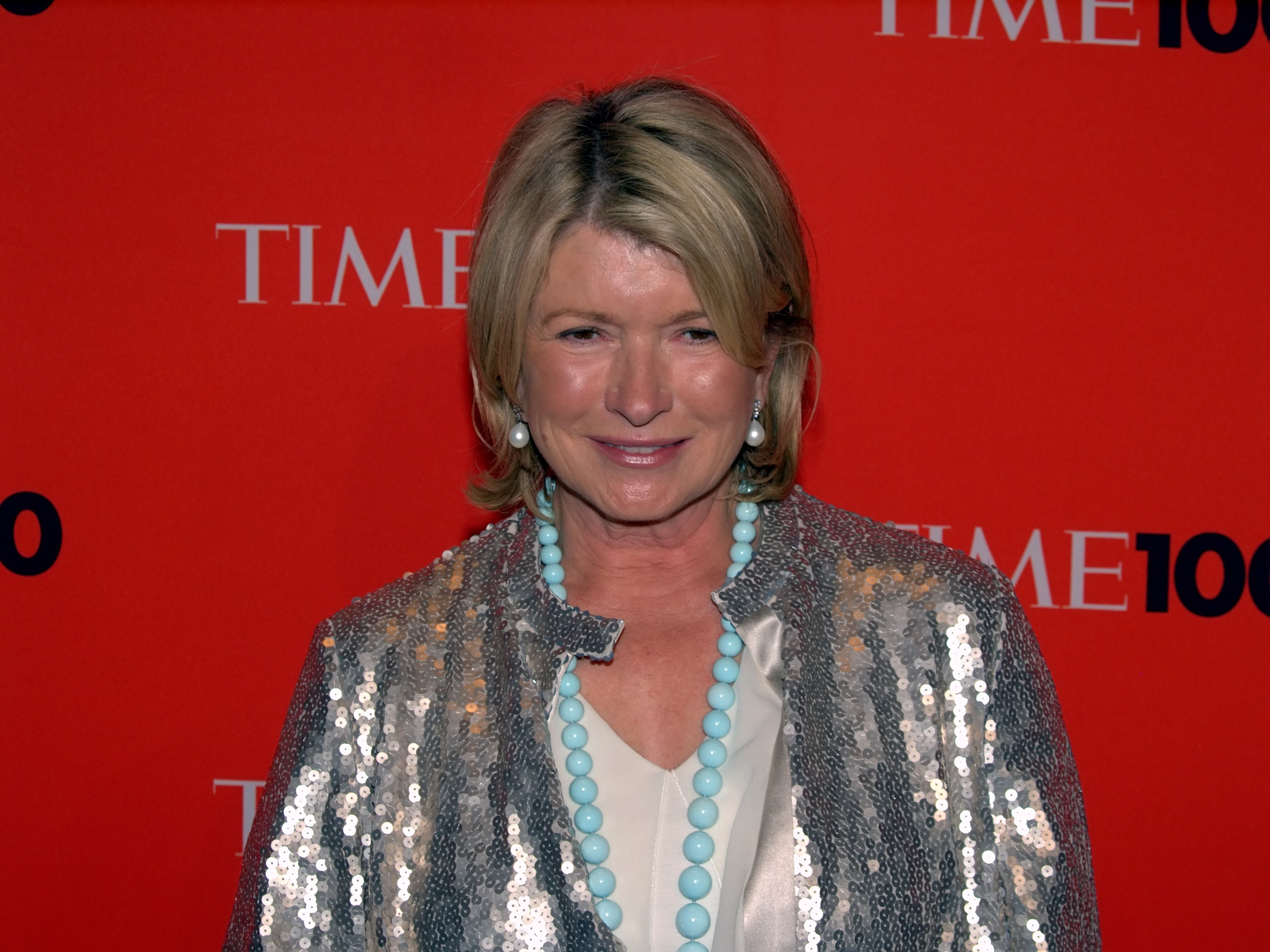
Марта Стюарт на гала-концерте Time 100 в 2010 году

В начале 2000-х годов разразился громкий скандал, завершившийся для неё тюремным заключением. В конце 2001 года Марта получила от владельца биофармацевтической компании ImClone Systems Сэма Уэксала информацию об отказе в регистрации антиракового лекарства, от которой существенно зависела цена акций компании. Эта закрытая на тот момент информация позволила Уэксал и его знакомым, включая Стюарт, избавиться от акций по докризисной цене. Стюарт выиграла на этом 45 тысяч долларов США, однако впоследствии её потери в тысячи раз превысили эту сумму. Следствию удалось доказать незаконное использование Мартой инсайдерской информации, и она отправилась в тюрьму на 5 месяцев. В результате акции Martha Stewart Living Omnimedia упали в цене. После окончания срока заключения в марте 2005 года Стюарт снова занялась бизнесом.
В конце 2000-х годов Стюарт связывали романтические отношения с Энтони Хопкинсом и Чарльзом Симони.

## Избранная фильмография
| Год  |   | Русское название   | Оригинальное название | Роль              |
| ---- | - | ------------------ | --------------------- | ----------------- |
| 2012 | с | Две девицы на мели | 2 Broke Girls         | в роли самой себя |